# تيار المستقبل الكردي
تيار المستقبل الكردي في سوريا هو حزب سياسي كردي سوري ليبرالي، تأسس في 29 أيار/مايو 2005 على يد السياسي الكردي مشعل تمو في مدينة القامشلي. يُعرّف التيار نفسه كحركة اجتماعية ثقافية سياسية غير حزبية، تدعو إلى إقامة دولة مدنية تعددية ديمقراطية، وتسعى لدمج الأكراد في المجتمع السوري.

## التأسيس والأهداف
تأسس التيار بهدف تعزيز القيم الديمقراطية والليبرالية، والدعوة إلى دولة مدنية تعددية تضمن حقوق جميع مكوناتها. في عام 2006، تحالف التيار سياسيًا مع كل من حزب يكيتي الكردستاني وحزب آزادي ضمن لجنة التنسيق الكردية.

## اغتيال مشعل تمو والانقسامات الداخلية
في 7 تشرين الأول/أكتوبر 2011، تم اغتيال مشعل تمو في القامشلي، مما أدى إلى احتجاجات واسعة. بعد اغتياله، شهد التيار انقسامات داخلية وصراعات على القيادة. في 6 تموز/يوليو 2012، انقسم التيار إلى جناحين، أحدهما بقيادة جانديدار محمد والآخر بقيادة ريزان بحري شيخموس. في تشرين الأول/أكتوبر 2014، عقد جناح شيخموس مؤتمرًا في إسطنبول، وانتُخب سيامند حاجو رئيسًا للتيار، مع قرار بإنشاء جناح عسكري لحماية المدنيين في المناطق الكردية.

## المواقف السياسية
لا يرى تيار المستقبل الكردي القضية الكردية كمسألة إقليمية، ولا يدعو إلى تقرير المصير الكردي، بل يطالب بالمشاركة الكاملة في الحكومة الجديدة بناءً على التمثيل النسبي، والاعتراف بالشعب الكردي كقومية رئيسية في سوريا.

## انظر ايضاً
- مشعل تمو
- الادارة الذاتية لشمال وشرق سوريا
- المجلس الوطني الكردي في سوريا
- الاتلاف الوطني السوري